# Herman Krikhaar
Herman Krikhaar (Almelo, 18 april 1930 – Draguignan, 19 januari 2010) was een Nederlandse schilder, kunstkenner, kunstverzamelaar en galeriehouder.

## Biografie
Krikhaar werd geboren in de Hantermanstraat in Almelo en groeide op in de bakkerij en kruidenierswinkel van zijn ouders. Hij tekende en schilderde vanaf zijn 11e jaar, nadat hij als troost voor het verlies van zijn postduiven een doos vol tubes olieverf had gekregen van zijn moeder. In 1947 studeerde hij aan de kunstacademie in Arnhem, waar hij bevriend raakte met Theo Wolvecamp. In 1948 werd hij 18 en moest hij zijn dienstplicht vervullen. Achttien maanden later werkte hij een tijd in de bakkerij van zijn vader tot hij in 1951 voor een jaar naar Parijs vertrok, alwaar hij werkte als bordenwasser en zijn passie voor kunst ontwikkelde. Na dit jaar werkte hij voor de bakkerij van zijn vader tot hij steward werd voor de KLM en kunst begon te kopen.
In 1960 trouwde Krikhaar met Henriëtte Andreoli en in datzelfde jaar vertrok hij met haar naar Ibiza. Ze keerden in 1962 terug naar Nederland. Het jaar erop opende Krikhaar een kunstgalerie aan de Weteringschans in Amsterdam, deze verhuisde in 1965 naar het Spui. In 1971 scheidde Krikhaar van Andreoli.
In de jaren '70 werd de drang om zelf te gaan schilderen steeds sterker. Krikhaar schilderde vaak tijdens zijn lange zomervakanties in Salernes in Zuid-Frankrijk. In 1988 sloot Krikhaar zijn galerie om zich volledig toe te kunnen leggen op het schilderen. In 1994 vestigde Herman Krikhaar zich samen met zijn tweede echtgenote Helena Krikhaar-Stork in hun door Krikhaars zoon ontworpen huis en atelier Le Cygne in Salernes. In 2007 richtte hij de Herman Krikhaar Stichting op. Op 26 september 2008 werd een expositie van Herman Krikhaar in Almelo geopend tijdens de 17e editie van de Almelose Atelierroute. Ook werd toen voor de eerste keer de Herman Krikhaar Kunstprijs uitgereikt. Krikhaar reikte deze zelf uit aan kunstenares Linda Biemans. In 2009 opende Krikhaar zelf de Almelose Atelierroute in de Burgerzaal van het Almelose gemeentehuis. Krikhaar bleef actief als schilder tot aan zijn dood. Hij overleed op 79-jarige leeftijd te Draguignan na een kort ziekbed aan een maagbloeding en werd op 29 januari 2010 gecremeerd in Usselo.

Ik had een goede schilder kunnen zijn, maar had de moed niet om armoede te lijden.

## Trivia
- In Almelo wordt sinds 2008 de Herman Krikhaar Kunstprijs uitgereikt tijdens de Almelose atelierroute.

- Biografisch Portaal: 54313687
- Gemeinsame Normdatei: 119185784
- International Standard Name Identifier: 0000 0000 7859 9851
- Library of Congress Control Number: n93118527
- Nederlandse Thesaurus van Auteursnamen: 090512251
- RKD-Nederlands Instituut voor Kunstgeschiedenis: 46466
- Système universitaire de documentation: 134971515
- Union List of Artist Names: 500150904
- Virtual International Authority File: 35260864
- WorldCat: E39PBJyh9qMwcvchtJ8bQhGbVC